# Kjøpsvik
Kjøpsvik (lulesamiska: Gásluokta) är en tätort och kyrkby i Narviks kommun i Nordland fylke i norra Norge. Orten ligger vid riksväg 827 på östra sidan av Tysfjorden. Den har färjeförbindelse med tätorten Drag på andra sidan fjorden.
Orten utgjorde tidigare centralort i dåvarande Tysfjords kommun.

## Bilder

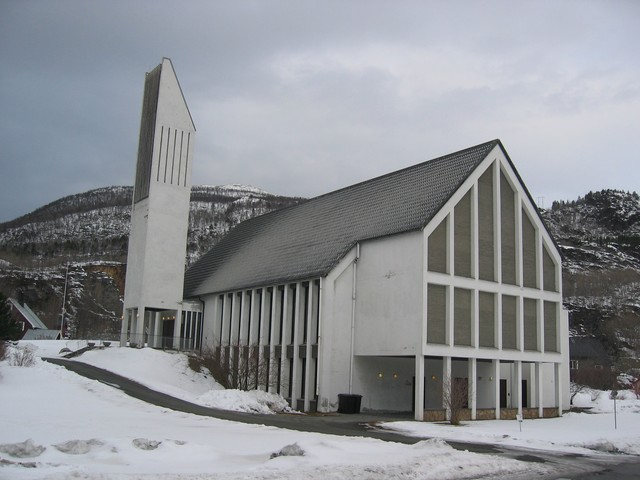
Kjøpsviks kyrka.
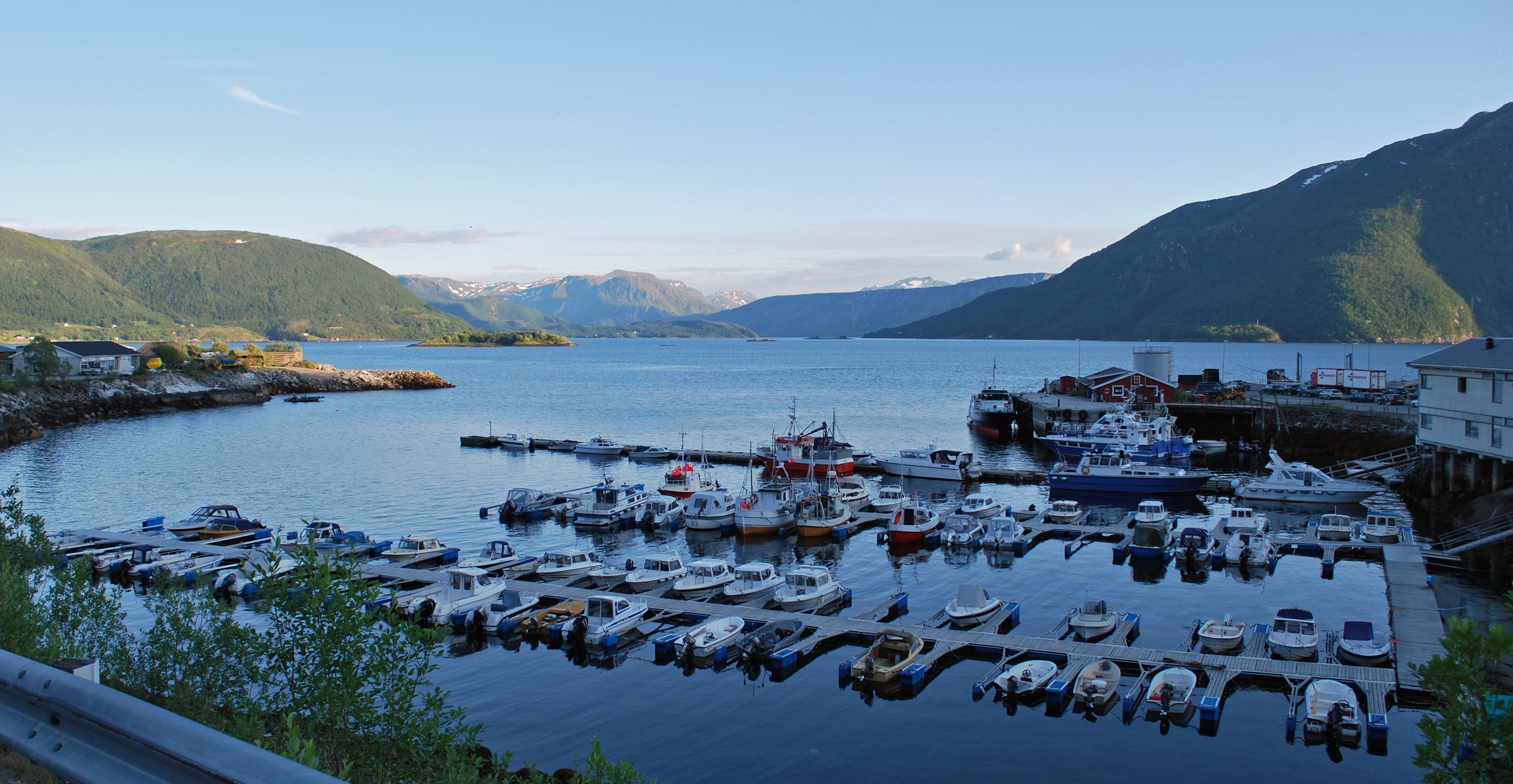
Småbåtshamnen i Kjøpsvik.
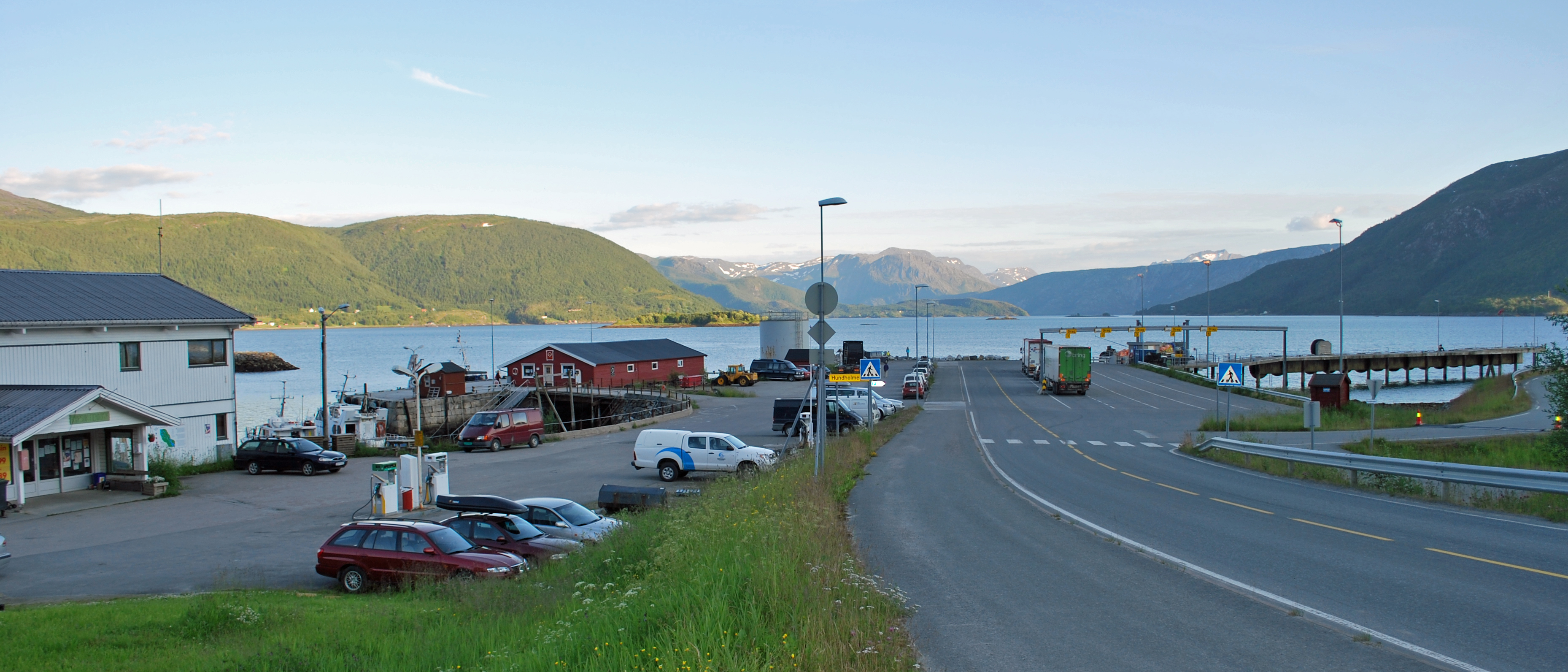
Kjøpsviks färjeläge.